# Весли Кларк
Весли Кејн Кларк (енгл. Wesley Kanne Clark; Чикаго, 23. децембар 1944) је пензионисани генерал Армије САД. Командовао је пешадијском четом у Вијетнамском рату и операцијом Савезничка сила током рата на Косову и Метохији. Због своје улоге у рату на Косову и Метохији и коментарима о Србима, посматрачи су га оптужили за србофобију.

## Биографија
Потомак је јеврејских имиграната из Белорусије чије је презиме било Коен.
Као командант савезничких снага НАТО у Европи од 1997. до 2000. године, Кларк је командовао НАТО операцијом Савезничка сила за време рата на Косову и Метохији. Био је кандидат за председничку номинацију Демократске странке у САД 2004. године, али се повукао из трке 11. фебруара. Течно говори 4 језика, укључујући и шпански и руски. Године 2001. је доживео тешку саобраћајну несрећу у Чикагу, након несреће остао је непокретан, многи аналитичари ову несрећу сматрају атентатом.
Отпуштен је превремено са позиције главнокомандујућег НАТО снага за Европу. Између осталог, разлог је било и његово наређење британском генерал-пуковнику Мајклу Џексону, у току операције заузимања приштинског аеродрома за време НАТО бомбардовања Југославије 1999, за напад на тамо стациониране руске трупе. Генерал Џексон је то наређење одбио и тиме спречио сукоб ширих размера.
Према изјавама руског генерала Леонида Ивашова пред Хашким трибуналом на суђењу Слободану Милошевићу, Кларк је одбијао све понуде Русије у правцу деескалације на Косову и Метохији и још 1997. вршио припреме за напад на СР Југославију, делимично у сарадњи са Ослободилачком војском Косова (ОВК).
Постоје три улице у свету које носе име Веслија Кларка. Две су на Косову и Метохији (Приштина и Пећ), које су такав назив добиле након НАТО бомбардовања СРЈ и успостављања привремених органа самоуправе на већински албанском Космету. Трећа улица је у Алабами, САД.